# Cantón de Villefranche-sur-Saône
El cantón de Villefranche-sur-Saône (en francés canton de Villefranche-sur-Saône) es una circunscripción electoral francesa situada en el departamento de Ródano, de la región de Auvernia-Ródano-Alpes. La cabecera (bureau centralisateur en francés) es Villefranche-sur-Saône.

## Composición
El cantón es formado por la comuna de Villefranche-sur-Saône.